# パトラノモドン
パトラノモドン (Patranomodon) は、古生代ペルム紀中期に生息していた単弓類の絶滅した属。獣弓目 - 異歯亜目に属する。頭蓋などの保存状態の比較的良好な化石が南アフリカのエオディキノドン帯（約2億5,600万年前）から発見されている。

## 形態
発見された標本は頭骨と前肢、胴体の一部であったため詳細は分かっていないが、体長30cm程の小型の生物であったと推定されている。後のディキノドン下目に存在する二次口蓋は無く、顎関節も単純で、スライド機能を持たない開閉するだけの蝶番状の構造であった。これらの構造はヴェニューコヴィア科やドロマサウルス下目に比べても祖先的であり、異歯亜目としては最初期の生物であると推定される。しかし、頬骨弓が口蓋水準よりも高い位置にあり、後方上向きに傾いている点などは、後のディキノドン類などとも共通する特徴である。

## 食性
歯の特徴から、食性は恐らく昆虫食であったと推定されている。

## 系統
- 単弓綱 Synapsida
  - 獣弓目 Therapsida
    - †異歯亜目 Anomodontia
      - パトラノモドン Patranomodon
      - ヴェニューコヴィア科 Venyukoviidae
      - ドロマサウルス下目 Dromasauria
      - ディキノドン下目 Dicynodontia